# Trâm

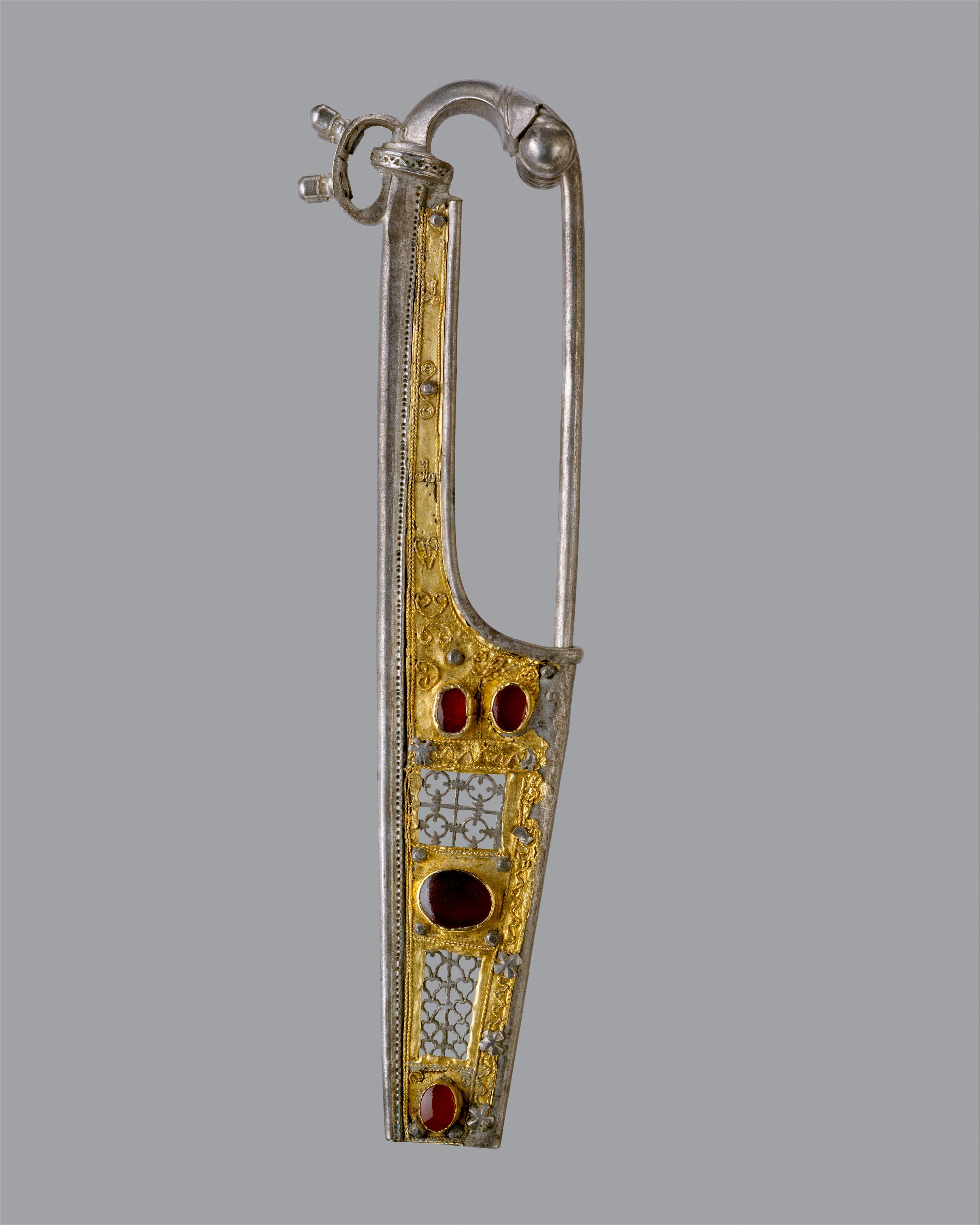
Wing Brooch, chiếc trâm cài có từ thế kỷ thứ 2, trưng bày tại Viện bảo tàng Mỹ thuật Metropolitan

Trâm là một món đồ vừa có công dụng ghim mọi thứ lại với nhau (như trâm cài tóc), vừa có thể dùng làm trang sức, gắn liền với ngành may mặc. Trâm thường được làm bằng kim loại, có thể là bạc hoặc vàng, khảm nạm thêm ngọc, đá quý, v.v.  Những chiếc trâm cài đầu tiên đã xuất hiện từ thời đại đồ đồng.
Trâm bắt đầu được chế tác từ thời đồ đồng với mục đích ghim trang phục lại cho gọn. Tới thời đại đồ sắt, người châu Âu đã phát triển nhanh chóng các kỹ thuật chế tác trâm, bao gồm đúc, tạo hình, nạm. Khoảng những năm 400 TCN, những thợ gia công người Celt châu Âu đã cho ra đời loại trâm tô men đỏ nạm san hô.

## Hình ảnh

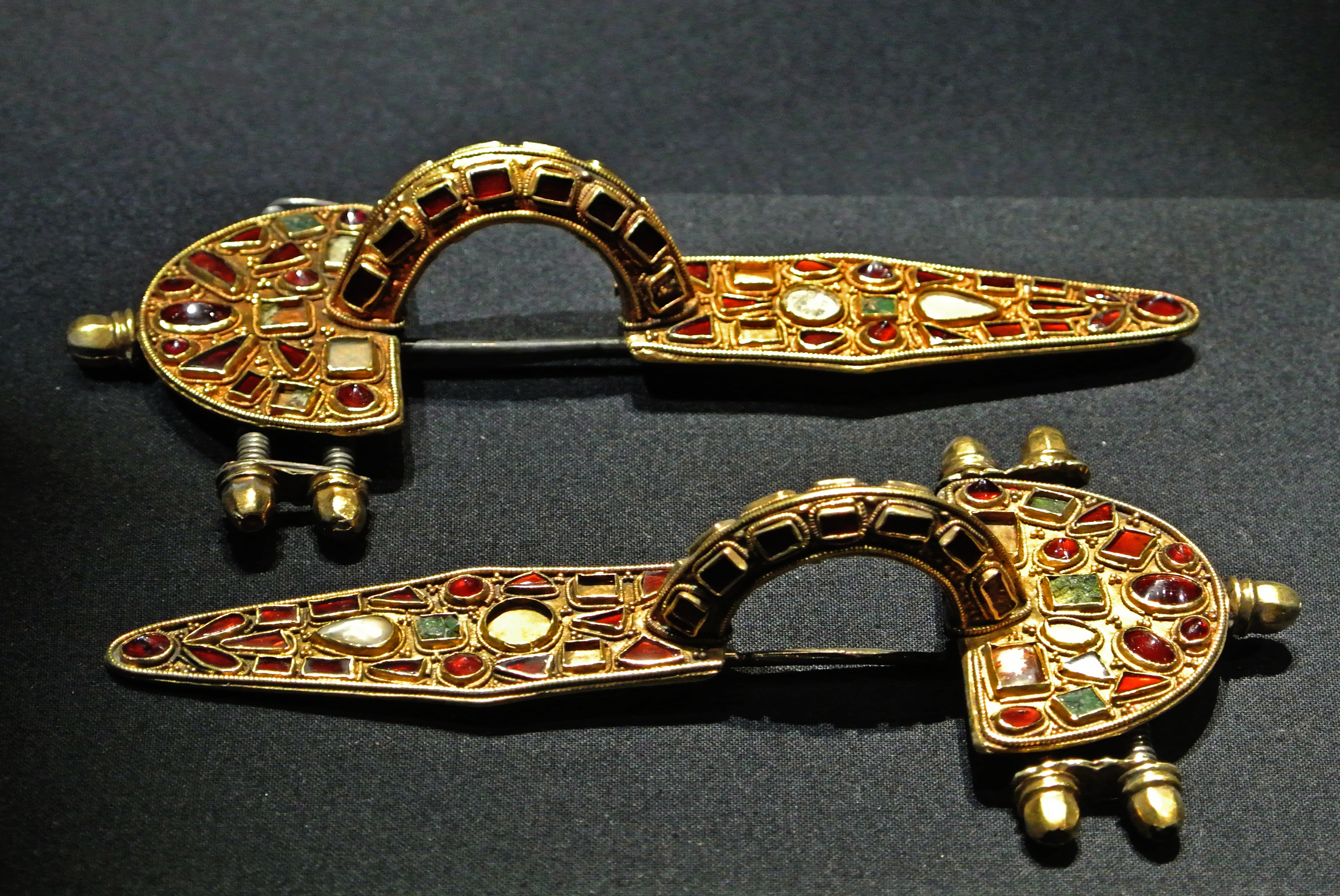
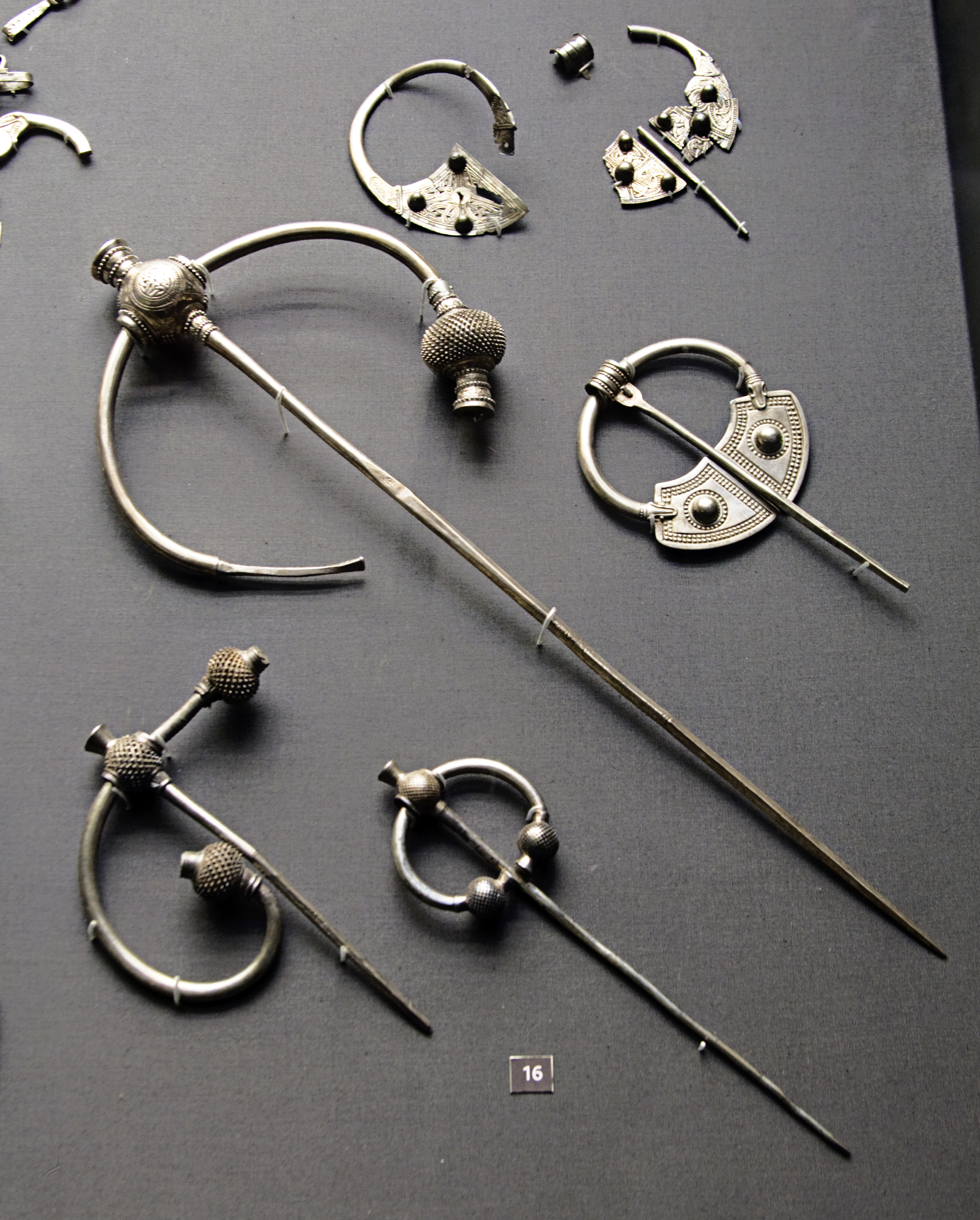
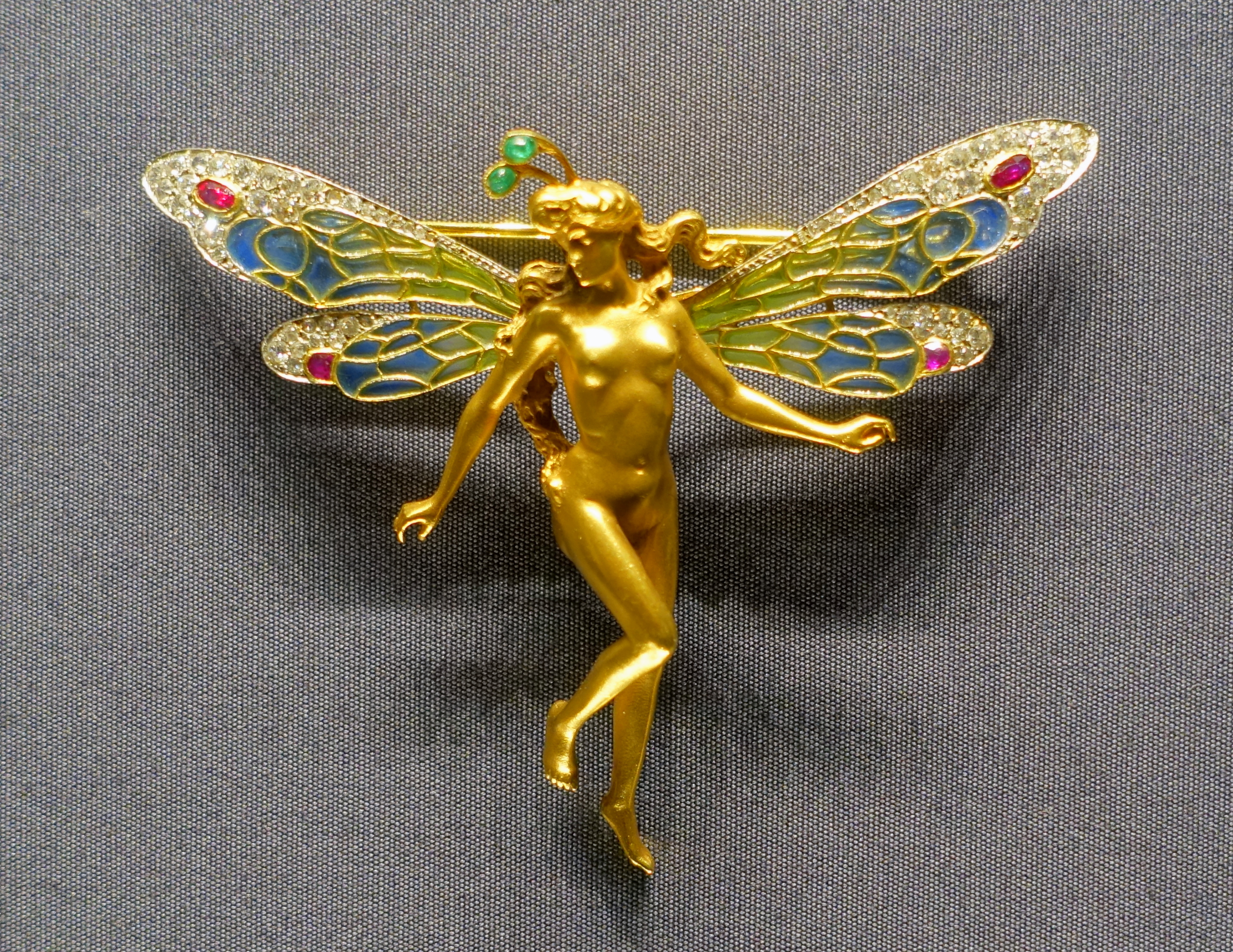
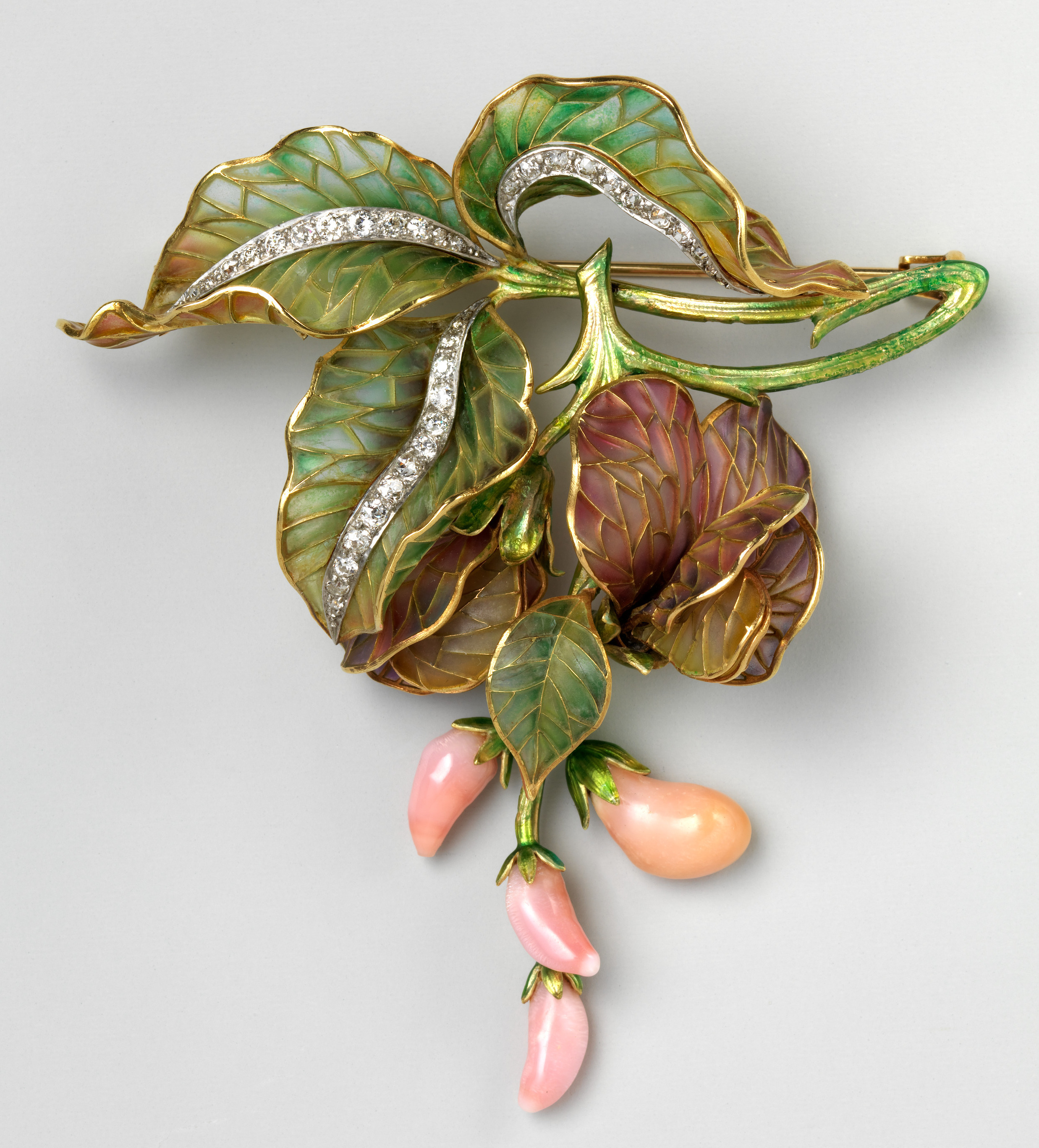
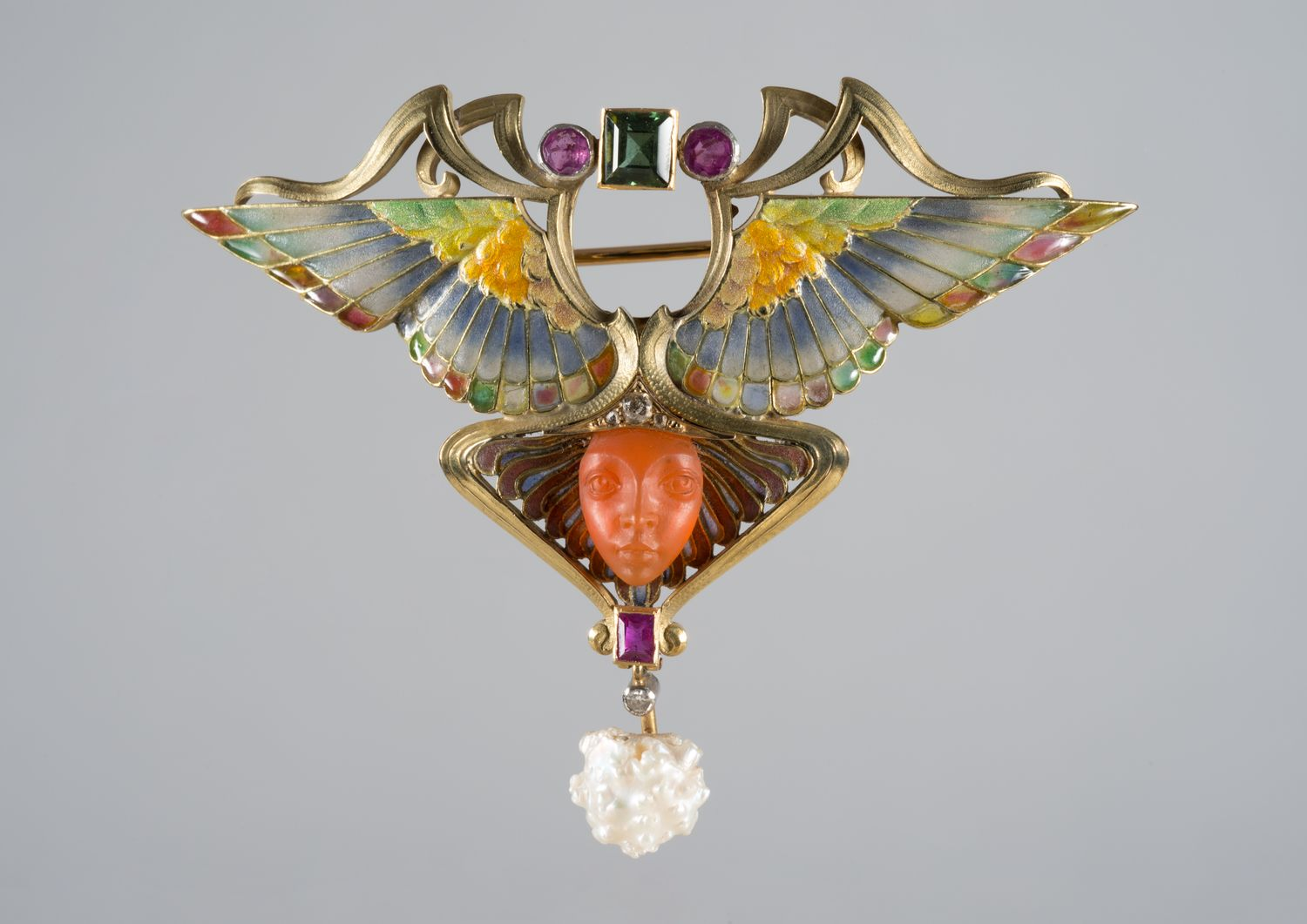